# Xantiosita
La xantiosita es un mineral arseniato encuadrado en la clase de los minerales fosfatos. Fue descubierta en 1869 en una mina de Johanngeorgenstadt, en los Montes Metálicos de Sajonia (Alemania), siendo nombrada así del griego "xanthos" (amarillo) más "thion" (azufre), por su distintivo color amarillo-azufre.

## Características químicas
Es un arseniato anhidro de níquel, sin aniones adicionales, que cristaliza en el sistema cristalino monoclínico.

## Formación y yacimientos
Aparece con un raro mineral secundario en yacimientos de alteración hidrotermal de minerales del níquel, arsénico y uranio, encontrado en su localidad tipo de Johanngeorgenstadt (Alemania) y en Cornualles (Inglaterra). Suele encontrarse asociado a otros minerales como: bismuto nativo, bunsenita o aerugita.